# Georg Lurich
Georg Lurich (ur. 22 kwietnia 1876 w Väike-Maarii, zm. 20 stycznia 1920 w Armawirze) – estoński zapaśnik w stylu klasycznym, wrestler i strongman. Trener innych słynnych estońskich zapaśników i sztangistów – Georga Hackenschmidtta i Aleksandra Aberga.

## Życiorys
Lurich urodził się 22 kwietnia 1876 w miejscowości Väike-Maarja w Estonii. W 1895 r. został pierwszym Estończykiem, który ustanawiał rekordy w podnoszeniu ciężarów. W latach 1897–1898 odbywał tournée po Estonii, gdzie jego sukcesy i tytuły pomogły spopularyzować lekkoatletykę w tym kraju i dzięki temu w niedługim czasie utworzono tam wiele klubów sportowych. W 1896 r. zaprzyjaźnił się ze swoim rodakiem Georgiem Hackenschmidttem, następnie zaś został jego trenerem.
Pod koniec XIX wieku rozpoczął podróż po Europie Zachodniej, gdzie przez lata 10. XX wieku walczył w Hamburgu, Rydze, Budapeszcie i Lizbonie. Od 1910 r. zaczął promować zdrowy styl życia – namawiał m.in. do abstynencji od alkoholu. Między 1913 a 1917 występował w Stanach Zjednoczonych (wraz z drugim podopiecznym – Aleksandrem Abergiem), gdzie walczył zawodowo w zapasach w stylu wolnym – 1 kwietnia 1913 r. bił się ze słynnym amerykańskim wrestlerem Frankiem Gotchem, jednakże przegrał to starcie – jednocześnie był to ostatni pojedynek Gotcha podczas jego kariery wrestlera. Później podróżował przez Japonię i Chiny, by w 1917 r. trafić do Cesarstwa Rosyjskiego – tam uczestniczył w turnieju, który odbył się w Tallinie. Niedługo potem przeniósł się na południe Rosji i osiadł w Armawirze.
Otrzymał przydomek „Samsona XX wieku”. Po śmierci stał się legendą i bohaterem narodowym Estonii jako symbol „nadludzkiej” siły i kultury fizycznej. Pisarz Kalle Voolaid napisał o nim w następujący sposób: „Pewnego gorącego i słonecznego letniego dnia Lurich siedział na zboczu wzgórza w Väike-Maarii, a kiedy upał stawał się dla niego zbyt uciążliwy, zbiegł do doliny, by odświeżyć się chłodną źródlaną wodą. Podczas biegu uderzył stopą o głaz i upadł na kamień. Potem wstał, podszedł do źródła, włożył nogi i ręce do wiosennej wody i umył się. To tam spłynęła na niego wielka siła, wziął tę skałę, o którą uderzył nogą i bawił się nią jak ziemniakiem. O tej skale mówi się, że wciąż znajduje się na skraju wzgórza pamięci Väike-Maarja, pokryta mchem”.
W 1912 r. estoński rzeźbiarz Amandus Adamson wyrzeźbił z brązu „Mistrza” (est. Tšempion); rzeźbę przedstawiającą Goerga Luricha. Dzieło to wygrało olimpijski konkurs artystyczny, który odbył się wtedy w Paryżu. Adamson wykonał również inną rzeźbę inspirowaną postacią Luricha pt. „Kalevipoeg u Bram Piekieł” (est. Kalevipoeg põrgu väravas).
Georg Lurich zmarł w wieku 43 lat, 22 stycznia 1920 na dur brzuszny. Został pochowany na cmentarzu niemieckim w Armawirze w masowym grobie z innymi mniej znanymi zapaśnikami.
W jego rodzinnej miejscowości Väike-Maarii znajduje się monument upamiętniający jego osobę. Od 1956 r. odbywa się również Międzynarodowy Memoriał im. Georga Luricha w zapasach w stylu klasycznym.